# Henning Forslund

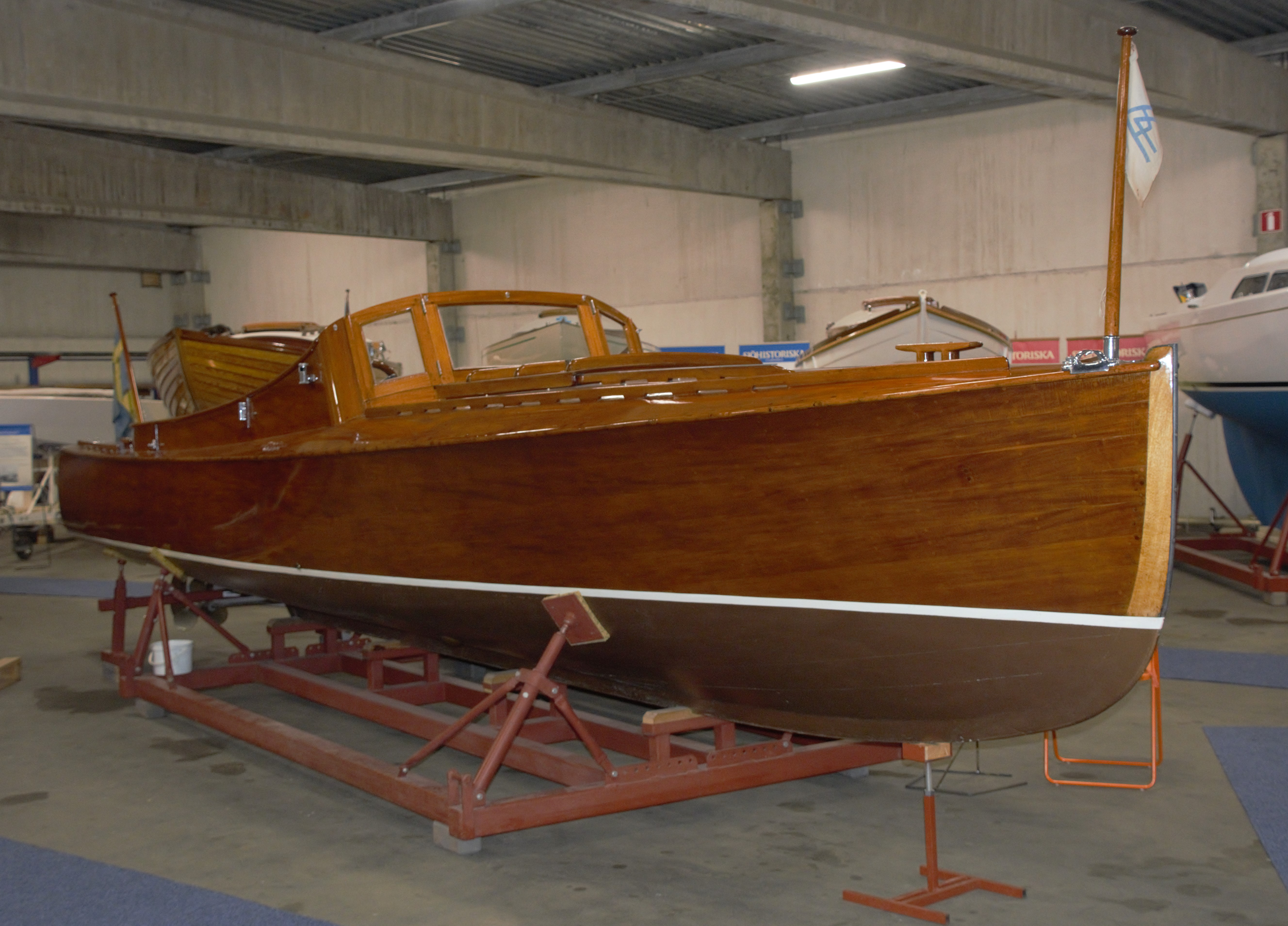
M/Y Aavor, byggd 1928–1929 i mahogny på Nya Bolaget Sjöexpress. 9,7 meter lång.

Carl Oscar Henning Forslund, född 7 maj 1876 i Kvistbo i Dalarna, död 18 november 1969 i Stockholm, var en svensk båtkonstruktör och varvsägare.

## Biografi
Henning Forslund var äldre bror till Gideon Forslund. Han köpte omkring 1908 det konkursdrabbade varvet Sjöexpress på Lidingö och bildade Nya Bolaget Sjöexpress. Där byggde han främst snabba motorbåtar. Som båtkonstruktör på varvet anställdes Carl Albert Fagerman. Även Gideon Forslund gjorde båtkonstruktioner för varvet. 
Henning Forslund deltog också i många motorbåtstävlingar.

## Fortkörning
Forslund blev vida känd när han den 26 maj 1900 greps för fortkörning med sin bil, en fransk Leon Bollee Voiturette, på Strandvägen i Stockholm. Enligt polisrapporten framförde Forslund ”...automobilen i den starkaste fart så att annan deraf kunde skadas, och utan att det ringaste bry sig om konstapelns vid två tillfällen till Forslund gifvna tillrop att ej köra så fort.” Fem dagar senare dömdes Forslund vid Polisdomstolen till 10 kronors böter för "öfverdådig framfart". den förste i Sverige att bli dömd för hastighetsöverträdelse. Det fanns vid den tiden ingen officiellt fastställd fartgräns, men 6 km/h, motsvarande skritt med häst, kunde tolereras. Omkring 1910 fick man köra 20 km/h inne i Stockholm, förutom på vissa gator, där gränsen var 10 km/h.